# Ernesto Luís Lance
Ernesto Luís Lance, mais conhecido como Lance e anteriormente conhecido como Pio (Casa Branca, 19 de janeiro de 1949), é um ex-futebolista e ex-treinador brasileiro. Jogava na posição de meia-direita.
Formado em Educação Física, pela Escola Superior de Educação Física de São Carlos, e em jornalismo. Atualmente reside em Santo André, onde é proprietário de uma loja de joias.

## Carreira
Como treinador
- EC Santo André (1996)
- Palestra de São Bernardo (1998)

Como supervisor técnico
- EC Santo André (1982 a 1986, e 1995)
- Corinthians (1986)

## Dados da carreira
- Lance foi artilheiro da primeira fase do Campeonato Paulista de Futebol de 1969 - Série A2 de 1969 com 13 gols, jogando pelo São Carlos Clube.
- O gol mais importante que marcou (considerado por Lance), foi aquele feito no primeiro jogo da final de 1974 em cima do Palmeiras.
- Lance encerrou a carreira jogando pelo Ramalhão depois de ter sido campeão de 1981.
- Lance também foi o protagonista de um dos momentos mais importantes do "Ramalhão", em 1981, fez o gol aos 49 minutos do segundo tempo do jogo contra o Saad, que garantiu a passagem para a semifinal. Lance fez o gol e correu em direção à torcida que lotava o estádio Lauro Gomes (hoje chamado de Estádio Anacleto Campanella). A torcida também foi ao seu encontro e o alambrado desabou. A própria torcida recompôs o alambrado, de maneira improvisada, para garantir a continuidade e o encerramento do jogo.

## Títulos
Corinthians
- Campeonato Paulista: 1977

Santo André
- Campeonato Paulista de Futebol - Série A2: 1981

## Artilheiro
São Carlos
- Campeonato Paulista de Futebol - Série A2 primeira fase: 1969 (13 gols em 12 jogos)